# Villino Falcone "Il Castagno"
Il villino Falcone, detto "Il Castagno", presso Grottaferrata, è l'unica opera realizzata da Angiolo Mazzoni, durante il periodo italiano della sua attività, nel campo dell'edilizia residenziale unifamiliare.
La costruzione si inserisce nel forte sviluppo turistico-residenziale che segnò il comune laziale (come molti altri dei Colli Albani) nella prima metà del secolo XX, favorito anche dalle linee della Tranvia dei Castelli Romani realizzate a partire dal 1906. Il territorio criptense, lungo la direttrice da Roma verso Marino, era per un lungo tratto percorso dall'infrastruttura tranviaria e ne comprendeva due punti nodali: la diramazione verso Frascati, nella località a tutt'oggi detta “Bivio”, e quella verso Rocca di Papa, in zona Valle Violata (tra il nodo viario di Squarciarelli e Marino). Nella seconda località, Gustavo Falcone, direttore generale del personale presso il Ministero delle Comunicazioni del quale Mazzoni era funzionario, villeggiò per alcuni anni prendendo un villino in affitto; decise poi di costruirne uno per la propria famiglia e di affidarne il progetto a Mazzoni, che svolse l'incarico a titolo gratuito.
Riferimenti certi per la datazione dell'edificio sono i documenti conservati nell'Archivio comunale di Grottaferrata. La richiesta di autorizzazione, presentata in data 7 gennaio 1935, reca l'indicazione del nome del progettista e la firma dei proprietari: due ufficiali – i maggiori Bruto e Bruno Falcone – che, dai ricordi di Mazzoni, sappiamo essere figli dell'alto dirigente. Il 18 novembre dello stesso anno il tecnico comunale preposto al rilascio della dichiarazione di abitabilità visitava il villino e la casa del custode su richiesta presentata dal tenente colonnello Bruno Falcone (evidentemente, nel frattempo, passato di grado); nel relativo documento risultano le date del 1º febbraio e del 5 ottobre rispettivamente per l'inizio e la fine dei lavori.
Il 24 aprile del 1936 Gustavo Falcone inviava, da Roma, una lettera di ringraziamento al progettista, corredandola con alcune immagini fotografiche dell'edificio. Queste ultime hanno a lungo costituito l'unica testimonianza in proposito: nel ricostruire la sua attività con gli studiosi Alfredo Forti e Carlo Severati, negli anni settanta dello scorso secolo, infatti, Mazzoni indicò erroneamente quale sede della costruzione il comune di Ariccia, il che ne rese impossibile, per diversi anni, una conoscenza diretta.
Il villino fu denominato dai proprietari “Il Castagno” a causa di un maestoso esemplare arboreo a tutt'oggi presente nell'area. Ceduta dalla famiglia Falcone nel 1945, la proprietà pervenne nel 1961 alla Congregazione dei Padri Rogazionisti, che successivamente realizzò nell'area un vasto complesso apportando anche alcune alterazioni sia al villino sia, in misura più ampia, alla casetta del custode e alla sistemazione dell'intorno.
Riscoperto e rilevato negli ultimi anni novanta, “Il Castagno” fu presentato in alcune pubblicazioni a partire dall'anno 2000 ed è stato oggetto di studi e ricerche svolti presso LAREA – Laboratorio di Rilievo e Architettura dell'Università di Roma Tor Vergata.
Il villino è disposto su due livelli principali: il piano terreno comprendente un soggiorno-pranzo, un soggiorno-studio, la cucina e un alloggio per il personale di servizio con annesso bagno; il primo piano comprendente quattro camere da letto, due bagni e due balconi. Si aggiungono un piccolo seminterrato con due locali tecnici e un'altana con un lavatoio, dalla quale si accede al terrazzo di copertura.
Dal punto di vista tipologico e distributivo il villino non presenta elementi di spicco, mentre sono molto interessanti alcune soluzioni volumetriche e formali; uno spazio interno di qualità emergente era certamente, in origine, il soggiorno-studio,  oggi assai degradato. Sotto il profilo linguistico l'edificio – nel quale appaiono evidenti i riferimenti ai principali modelli della formazione di Mazzoni, da C.R. Mackintosh a E. Mendelsohn, a W.M. Dudok e alla “scuola di Amsterdam”, nonché ad alcune proposte futuriste di M. Chiattone – si colloca decisamente nel filone più innovativo all'interno dell'opera mazzoniana e non a caso è stato sempre considerato dai critici, che peraltro lo hanno valutato solo sulla base delle immagini fotografiche dell'esterno, tra le opere più valide dell'architetto.
Il fronte principale del villino, verso la strada, ha oggi un risalto assai minore rispetto a quello voluto dall'architetto, a causa dell'attuale percorso di accesso alla proprietà, del tutto diverso da quello originario. È dominato al centro dalla torre scalare a testata semicilindrica, che raccorda volumetricamente due corpi laterali ed emerge in altezza inglobando l'altana. L'elemento linguistico dominante è una finestra “a punto esclamativo” composta da un'asola verticale che illumina le rampe della scala dal piano terreno fino all'altana e da un sottostante oblò per la rampa del seminterrato.
La composizione del villino segue quella poetica dell'“equilibrio dinamico” che Luigi Chiarini ha riconosciuto come costitutiva della migliore produzione mazzoniana: non sono presenti simmetrie assiali, ciascun lato non si chiude in sé stesso bensì si bilancia con quelli adiacenti, un forte valore è attribuito alle diagonali.
Tra gli spazi interni, ha un particolare interesse quello a destra dell'ingresso (probabilmente uno studio), oggi assai degradato per le cattive condizioni degli infissi e i riadattamenti interni, caratterizzato da un'elaborata soluzione strutturale, con una trave in calcestruzzo sostenuta da due pilastri-colonne in travertino e chiuso su due lati da un'ampia vetrata in ferro-finestra a riquadri, oggi purtroppo molto deteriorata.
Anche la scala si riallaccia agli aspetti più interessanti dell'opera del suo autore: i gradini presentano pedate in marmo e alzate in tessere di mosaico di colore blu, con l'efficace illuminazione naturale penetrante diagonalmente dall'asola.